# Райдо
| Название                  | Пра- германское        | Древне- английское | Древне- скандинавское |
| ------------------------- | ---------------------- | ------------------ | --------------------- |
| Название                  | *Raidō                 | Rād                | Reið                  |
| Название                  | «поездка, путешествие» |                    |                       |
| Форма                     | Старший футарк         | Футорк             | Младший футарк        |
| Форма                     |                        |                    |                       |
| Unicode                   | ᚱ U+16B1               | ᚱ U+16B1           | ᚱ U+16B1              |
| Транслитерация            | r                      | r                  | r                     |
| Транскрипция              | r                      | r                  | r                     |
| МФА                       | [r]                    | [r]                | [r]                   |
| Позиция в руническом ряду | 5                      | 5                  | 5                     |

Ра́йдо (ᚱ) — пятая руна всех футарков.
Обозначает звук [r].
В старшем футарке называется Raidō, что на прагерманском означает «долгий путь/путешествие» или «верховая езда».
В младшем футарке называется Ræið или Reið, что на др.-сканд. значит «верховая езда» или «поездка».
В англосаксонском футарке называется rād (др.-англ. «поездка»).

## В рунических поэмах[1]
| Поэма            | Оригинал | Перевод |
| ---------------- | --- | --- |
| Англосаксонская  | Rád biþ on recede · rinca gehwilcum séfte ond swiþhwæt · þám þe sitteþ on ufan meare mægenheardum · ofer mílpaþas. | Верховая езда в чертоге воину каждому сладка, и тяжка для того, кто сидя на коне могучем, в многомильном пути. |
| Старонорвежская  | Ræið kvæða rossom væsta; Reginn sló sværðet bæzta.                                                                 | Верховая езда, как говорят, тяжела для лошадей; Регин выковал лучший меч.                                      |
| Древнеисландская | Reið er sitjandi sæla ok snúðig ferð ok jórs erfiði.                                                               | Езда верховая — сидящему счастье, и скорое странствие, и лошади труд.                                          |